# Гаврилів Мирослав Степанович
Мирослав Степанович Гаврилів (* 24 липня 1885, Тарнів — † 15 лютого 1932, Харків) — український педагог, політик, діяч культури.

## Біографія
З певних джерел довідуємося, що перед двома тижнями покінчив у Харкові самогубством б[увший] ректор Інституту Народньої Освіти в Харкові, останніми часами директор технікуму […] проф. Мирослав Гаврилів. Покійний був переконаним комуністом і активним членом компартії від 1917 р. Весь час був дуже рухливими діячем у ділянці організації вищого шкільництва в УСРР. Довгий час почувався добре у своїй ролі. Але коли почалась там нагінка проти галичан, тоді і Гаврилів попав, мабуть, у неласку […]. Тамошні відносини спричинили в нього психічну депресію та нервовий розстрій, який і всунув йому до рук револьвер, щоби перервати терпіння […].

Народився в галицькому місті Тарнів (нині Польща) в сім′ї службовця залізниці. Після закінчення класичної гімназії у м. Станіслав (тепер — м. Івано-Франківськ) в 1903—1908 роках вчився на природничо-математичний факультет Львівського університету, де брав участь у нелегальному студентському гуртку. Студентом співробітничав з журналом Наукового товариства імені Т. Г. Шевченка «Літературно-науковий вісник», де в 1906 році опублікував статтю-реферат «Нерви і душа». Стажувався в Берлінському університеті (1911).
У 1908—1914 роках (з перервою на військову службу в 1909—1910 рока) вчителював в український гімназії в Станіславі. Друкувався в «Літературно-науковому вістнику». Влітку 1908 року відвідав М. Грушевського в с. Криворівня (нині — Верховинського району Івано-Франківської області).
На початку Першої світової війни прапорщиком запасу був  мобілізований до австро-угорської армії. Після капітуляції Перемишля в 1915 році потрапив у російський полон: спершу перебував у Туркестані (м. Казалінськ,тепер — Кизилординської області, Казахстан); до 1920 року — у Ташкенті  (тепер— столиця Узбекистану). Перебуваючи в полоні, листувався з М. Грушевським. В 1918 році викладав українську мову в український школі в Ташкенті. В 1919 році — завідувач української секції комісаріату освіти Туркестанської АРСР у складі РСФСР (1919). Член РКП(б) з 1919 року.
Очолював відділ освіти Галицького революційного комітету (1920). Від вересня 1920 року — інструктор Наркомосу УРСР, з грудня 1920 року — завідувач Центральним Пролетарським музеєм у Полтаві, з липня 1921 року — заступник завідувача Полтавською губосвітою. Від березня 1922 року — політичний комісар Полтавського інституту народної освіти (ІНО) та кооперативного технікуму, згодом — ректор Полтавського інституту народної освіти. Від січня 1923 року навчався в Комуністичному університеті імені Артема (Харків). Від грудня 1924 року — ректор Харківського ІНО.
З лютого 1930 року — директор Українського НДІ педагогіки, згодом  — науковий працівник цього ж інституту; відповідальний секретар Український товариства робітників науки і техніки для сприяння соціалістичному будівництву.
20 січня 1930 року був звільнений з посади ректора Харківського ІНО. Одержавши відомості про неминучий арешт, наклав на себе руки.

## Твори
- Нерви і душа // Літ.-наук. вісн. / Вид. укр.-рус. вид. спілка ; НТШ. — Львів, 1906. — Т. 45, кн. 7—9. — С. 285—296, 439—449 ; Т. 46, кн. 10—12. — С. 247—262, 388—401.
- Туркестанське українство з погляду культурного і політичного. Ташкент, 1919 [у співавт.].